# Roger McNamee
Roger McNamee est un homme d'affaires américain. Il a été un des premiers actionnaires de Facebook. Il est devenu un critique du réseau social et a publié en 2019 un ouvrage intitulé Facebook, la catastrophe annoncée (Zucked pour la version anglaise).
Il est aussi musicien. Il a joué de la basse et de la guitare avec les groupes Moonalice (en) et Doobie Decibel System.

## Publications
- 2019 : Facebook, la catastrophe annoncée